# Messac (Charente Marittima)
Messac è un comune francese di 115 abitanti situato nel dipartimento della Charente Marittima nella regione della Nuova Aquitania.

## Società

### Evoluzione demografica
Abitanti censiti